# Peromyscus gardneri
Peromyscus gardneri (Lorenzo, Alvarez-Castaneda, Perez-Consuegra & Patton, 2016) è un roditore della famiglia dei Cricetidi endemico del Guatemala.

## Descrizione

### Dimensioni
Roditore di piccole dimensioni, con la lunghezza totale tra 273 e 325 mm, la lunghezza della coda tra 129 e 180 mm, la lunghezza del piede tra 30 e 37 mm, la lunghezza delle orecchie tra 23 e 27 mm.

### Aspetto
Le parti dorsali sono grigio-brunastre, mentre le parti ventrali sono bianche. Le orecchie sono grandi e prive di peli. Le zampe sono biancastre, il dorso di quelle anteriori è leggermente grigiastro. I piedi sono lunghi e sottili. La coda è più lunga della testa e del corpo, è grigio-brunastra sopra e bianco-giallastra sotto. 

## Biologia

### Comportamento
È una specie terricola.

### Alimentazione
Si nutre di parti vegetali, piccoli frutti e probabilmente anche di insetti.

### Riproduzione
Individui immaturi, giovani adulti in fase di muta ed adulti sono stati catturati contemporaneamente nel mese di gennaio.

## Distribuzione e habitat
Questa specie è conosciuta soltanto in sei zone del versante settentrionale della Sierra de los Cuchumatanes, nel Guatemala occidentale.
Vive nelle foreste umide che coprono terreni carsici tra 1.000 e 1.700 metri di altitudine.

## Conservazione
Questa specie, essendo stata scoperta solo recentemente, non è stata sottoposta ancora a nessun criterio di conservazione.